# El Penitente
El Penitente är en ort i Mexiko.   Den ligger i kommunen León och delstaten Guanajuato, i den centrala delen av landet, 300 km nordväst om huvudstaden Mexico City. El Penitente ligger 1 875 meter över havet och antalet invånare är 522.
Terrängen runt El Penitente är kuperad åt nordost, men åt sydväst är den platt. Runt El Penitente är det mycket tätbefolkat, med 1 221 invånare per kvadratkilometer. Närmaste större samhälle är León de los Aldama, 6,9 km sydväst om El Penitente. I omgivningarna runt El Penitente växer huvudsakligen savannskog.